# Prix Louis Forcinal
Prix Louis Forcinal är ett montélopp för femåriga hingstar och ston som äger rum i april på Hippodrome de Vincennes i Paris i Frankrike. Det är ett Grupp 2-lopp, man måste minst ha sprungit in 45 000 euro för att få starta.
Loppet rids över 2850 meter på stora banan på Vincennes, med voltstart. Den samlade prissumman är 120 000 euro, och 54 000 euro i första pris.

## Vinnare
| År   | Häst                                              | Efter                                             | Kusk                                              | Tränare                                           | Tid                                               |                                                   |
| ---- | ------------------------------------------------- | ------------------------------------------------- | ------------------------------------------------- | ------------------------------------------------- | ------------------------------------------------- | ------------------------------------------------- |
| 2025 | Kid Bellay                                        | Goetmals Wood                                     | Éric Raffin                                       | Jean-Michel Baudouin                              | 1'12"6                                            |                                                   |
| 2024 | Jéroboam d'Érable                                 | Prodigious                                        | Damien Bonne                                      | Clément Thomain                                   | 1'13"8                                            |                                                   |
| 2023 | Ies We Kan                                        | Carat Williams                                    | Éric Raffin                                       | Romain Derieux                                    | 1'12"3                                            |                                                   |
| 2022 | Happy And Lucky                                   | Ready Cash                                        | Adrien Lamy                                       | Franck Leblanc                                    | 1'13"7                                            |                                                   |
| 2021 | Freeman de Houelle                                | Vigove                                            | Éric Raffin                                       | Franck Leblanc                                    | 1'12"2                                            |                                                   |
| 2020 | Inställt p.g.a. den pågående coronaviruspandemin. | Inställt p.g.a. den pågående coronaviruspandemin. | Inställt p.g.a. den pågående coronaviruspandemin. | Inställt p.g.a. den pågående coronaviruspandemin. | Inställt p.g.a. den pågående coronaviruspandemin. | Inställt p.g.a. den pågående coronaviruspandemin. |
| 2019 | Daïda de Vandel                                   | Real de Lou                                       | Alexandre Abrivard                                | Laurent-Claude Abrivard                           | 1'13"3                                            |                                                   |
| 2018 | Captain Sparrow                                   | Ready Cash                                        | Éric Raffin                                       | Luc Roelens                                       | 1'13"5                                            |                                                   |
| 2017 | Bellissima France                                 | Blue Dream                                        | Matthieu Abrivard                                 | Matthieu Abrivard                                 | 1'14"3                                            |                                                   |
| 2016 | Athéna de Vandel                                  | Prince Gédé                                       | Matthieu Abrivard                                 | Cédric Mégissier                                  | 1'13"7                                            |                                                   |
| 2015 | Villeroy                                          | Oiseau de Feux                                    | Éric Raffin                                       | Sébastien Guarato                                 | 1'13"8                                            |                                                   |
| 2014 | Vision Intense                                    | Prodigious                                        | Nathalie Henry                                    | Jean-Philippe Dubois                              | 1'14"1                                            |                                                   |
| 2013 | Taïga du Rib                                      | Nice Love                                         | Jean-Loïc-Claude Dersoir                          | Joël Hallais                                      | 1'13"9                                            |                                                   |
| 2012 | Santa Rosa France                                 | Kaisy Dream                                       | Matthieu Abrivard                                 | Jean-Luc Bigeon                                   | 1'14"3                                            |                                                   |
| 2011 | Singalo                                           | Goetmals Wood                                     | Éric Raffin                                       | Louis Baudron                                     | 1'14"2                                            |                                                   |
| 2010 | Riesling                                          | Love You                                          | Matthieu Abrivard                                 | Bruno Marie                                       | 1'14"1                                            |                                                   |
| 2009 | Plenty Pocket                                     | Ganymède                                          | Pierre-Yves Verva                                 | Joël Van Eeckhaute                                | 1'13"4                                            |                                                   |
| 2008 | Olga du Biwetz                                    | Cezio Josselyn                                    | Yoann Lebourgeois                                 | Sébastien Guarato                                 | 1'14"                                             |                                                   |
| 2007 | Nouba Turgot                                      | Canada                                            | Éric Raffin                                       | Franck Anne                                       | 1'14"8                                            |                                                   |
| 2006 | Milia Pierji                                      | Viking's Way                                      | Pierre-Yves Verva                                 | Patrice Lebouteiller                              | 1'15"4                                            |                                                   |
| 2005 | Lobell de Mareuil                                 | Extrême Dream                                     | Benoît Chupin                                     | Michel Triguel                                    | 1'16"7                                            |                                                   |
| 2004 | Klara des Sarts                                   | Dream With Me                                     | Jean-Paul Piton                                   | Fernand-Floribert Dubois                          | 1'17"2                                            |                                                   |
| 2003 | Jirella                                           | Cèdre du Vivier                                   | Laurent-Claude Abrivard                           | Jean-Michel Bazire                                | 1'16"4                                            |                                                   |
| 2002 | Itou Jim                                          | Arnaqueur                                         | Ludovic Mollard                                   | Jean-Marie Monclin                                | 1'19"7                                            |                                                   |
| 2001 | Hutin Tebe                                        | Odin de la Vente                                  | Michel Lenoir                                     | Jacques Bruneau                                   | 1'16"8                                            |                                                   |
| 2000 | Honneur de France                                 | Tipouf                                            | Laurent-Claude Abrivard                           | Laurent-Claude Abrivard                           | 1'16"                                             |                                                   |
| 1999 | Gringo de Villière                                | Tabac Blond                                       | Laurent-Claude Abrivard                           | Pierre Vercruysse                                 | 1'20"6                                            |                                                   |
| 1998 | Éclair du Pam                                     | Opus Dei                                          | Michel Lenoir                                     | Nicolas Roussel                                   | 1'17"6                                            |                                                   |
| 1997 | Derby du Chatelet                                 | Workaholic                                        | Michel Lenoir                                     | Michel Lenoir                                     | 1'16"2                                            |                                                   |
| 1996 | Dom Williams                                      | Workaholic                                        | Philippe Békaert                                  | Bernard Provost                                   | 1'16"2                                            |                                                   |
| 1995 | Chopin des Lices                                  | Jiosco                                            | Yves Dreux                                        | Alain Houssin                                     | 1'17"2                                            |                                                   |
| 1994 | Athos des Brégères                                | Kapulco                                           | Yves Dreux                                        | Yves Dreux                                        | 1'17"8                                            |                                                   |
| 1993 | Vive Ludoise                                      | Kronos du Vivier                                  | Jean-Claude Hallais                               | Jean-Claude Hallais                               | 1'17"3                                            |                                                   |
| 1992 | Vallée du Loir                                    | Hurgo                                             | Henri Sionneau                                    | Alain Sionneau                                    | 1'17"9                                            |                                                   |
| 1991 | Taxi Blanc                                        | Istraéki                                          | Frédéric Prat                                     | Léopold Verroken                                  | 1'17"2                                            |                                                   |
| 1990 | Tristan d'Essarts                                 | Jiosco                                            | Jean-Pierre Thomain                               | Stig Engberg                                      | 1'16"9                                            |                                                   |
| 1989 | Reine du Corta                                    | Ura                                               | Michel Lenoir                                     | Alain Roussel                                     | 1'18"2                                            |                                                   |
| 1988 | Rêve d'Udon                                       | Éjakval                                           | Jean-Claude Hallais                               | Bernard Desmontils                                | 1'18"0                                            |                                                   |
| 1987 | Quel Soro                                         | Ignifuge                                          | Alain Sionneau                                    | Alain Sionneau                                    | 1'19"6                                            |                                                   |
| 1986 | Prince Atout                                      | Seddouk                                           | Michel Lenoir                                     | Alain Roussel                                     | 1'20"3                                            |                                                   |
| 1985 | Orfeu Negro                                       | Valmont                                           | Bernard Oger                                      | Léopold Verroken                                  | 1'18"6                                            |                                                   |
| 1984 | Marquis de Cozes                                  | Obstiné                                           | Jean-Claude Hallais                               | Robert Fontaine                                   | 1'19"3                                            |                                                   |
| 1983 | Lapito                                            | Dogan                                             | Philippe Békaert                                  | Joël Hallais                                      | 1'20"                                             |                                                   |
| 1982 | Kémilla                                           | Beauséjour II                                     | Pierre Touvais                                    | Gilles Baudron                                    | 1'21"3                                            |                                                   |
| 1981 | Kaiser Trot                                       | Canino                                            | Pascal Békaert                                    | Joël Hallais                                      | 1'18"1                                            |                                                   |
| 1980 | Idylle du Corta                                   | Quioco                                            | Michel Lenoir                                     | Alain Roussel                                     | 1'18"8                                            |                                                   |
| 1979 | Irish Glory                                       | Nonant le Pin                                     | Yves Dreux                                        | André-Louis Dreux                                 | 1'19"6                                            |                                                   |
| 1978 | Gaie Matine                                       | Vigan                                             | Alain Sionneau                                    |                                                   | 1'19"5                                            |                                                   |
| 1977 | Guéridia                                          | Quérido II                                        | Philippe Békaert                                  |                                                   | 1'19"9                                            |                                                   |
| 1976 | Ersin                                             | Toronto II                                        | Michel Lenoir                                     |                                                   |                                                   |                                                   |
| 1975 | Ersin                                             | Toronto II                                        | Michel Lenoir                                     |                                                   | 1'21"4                                            |                                                   |
| 1974 | Chablis                                           | Nonant le Pin                                     | Michel-Marcel Gougeon                             |                                                   | 1'21"2                                            |                                                   |
| 1973 | Corlay                                            | Fandango                                          | Michel-Marcel Gougeon                             |                                                   | 1'22"3                                            |                                                   |
| 1972 | Apollon M                                         | Négrier C                                         | Pierre Giffard                                    |                                                   | 1'21"1                                            |                                                   |
| 1971 | Vigneron                                          | Malbrough                                         | Gérard Mascle                                     |                                                   | 1'20"6                                            |                                                   |
| 1970 | Ura                                               | Carioca II                                        | Michel-Marcel Gougeon                             |                                                   | 1'20"9                                            |                                                   |
| 1969 | Ulric                                             | Euripide                                          | Gérard Mascle                                     |                                                   | 1'20"6                                            |                                                   |
| 1968 | Tidalium Pelo                                     | Jidalium                                          | Jean Mary                                         |                                                   | 1'19"3                                            |                                                   |
| 1967 | Sablon                                            | Carioca II                                        | Gérard Mascle                                     |                                                   | 1'21"4                                            |                                                   |
| 1966 | Reder Kerveyer                                    | Écusson                                           | François Brohier                                  |                                                   | 1'21"1                                            |                                                   |